# Capnodis jacobsoni
Capnodis jacobsoni es una especie de escarabajo del género Capnodis, familia Buprestidae. Fue descrita científicamente por Richter en 1952.